# Alexander Sulzer
Pour les articles homonymes, voir Sulzer (homonymie).
Alexander Sulzer (né le 30 mai 1984 à Kaufbeuren) est un joueur allemand de hockey sur glace qui joue au poste de défenseur.

## Carrière de joueur
Sulzer est issu du système du ESV Kaufbeuren et fit d'abord son apparition sur la glace dans l'uniforme de l'ESVK dans l'Oberliga. Il porta de nouveau les couleurs de l'ESVK la saison suivante et gagna avec son club une promotion en Bundesliga, où il améliora grandement son jeu, à un tel point qu'il fut transféré aux Hamburg Freezers. Au cours des trois saisons suivantes, il devient un joueur régulier. En 2005-06, il joua un rôle important dans le parcours du DEG Metro Stars qui atteint la finale des séries éliminatoires, établissant des sommets personnels en carrière.
En 2007, il part en Amérique du Nord. Le 25 février 2011, il est échangé aux Panthers de la Floride en retour d'un conditionnel choix de repêchage. Le 27 février 2012, il est échangé avec Cody Hodgson aux Sabres de Buffalo en retour de Zack Kassian et Marc-André Gragnani.
Il signe une prolongation de contrat d'un an avec les Sabres le 21 mai 2012. En 2012-2013, au bout de 17 matchs, une opération au genou met fin à saison.

## Carrière internationale
Sulzer est aujourd'hui membre de l'équipe d'Allemagne de hockey sur glace, avec laquelle il prit part au championnat du monde de hockey sur glace 2005, celui de 2006 et aux Jeux olympiques d'hiver de 2006 à Turin.

## Statistiques

### En club
| Saison     | Équipe                 | Ligue         |     | Saison régulière | Saison régulière | Saison régulière | Saison régulière | Saison régulière |   | Séries éliminatoires | Séries éliminatoires | Séries éliminatoires | Séries éliminatoires | Séries éliminatoires |
| Saison     | Équipe                 | Ligue         | PJ  | B                | A                | Pts              | Pun              | PJ               | B | A                    | Pts                  | Pun                  |                      |                      |
| 2000-2001  | ESV Kaufbeuren         | Oberliga      | 35  | 2                | 7                | 9                | 18               | -                | - | -                    | -                    | -                    |                      |                      |
| 2001-2002  | ESV Kaufbeuren         | Oberliga      | 18  | 1                | 9                | 10               | 14               | -                | - | -                    | -                    | -                    |                      |                      |
| 2002-2003  | ESV Kaufbeuren         | 2. bundesliga | 26  | 4                | 3                | 7                | 38               | 1                | 0 | 1                    | 1                    | 4                    |                      |                      |
| 2002-2003  | Hamburg Freezers       | DEL           | 18  | 0                | 1                | 1                | 18               | 5                | 0 | 0                    | 0                    | 12                   |                      |                      |
| 2003-2004  | DEG Metro Stars        | DEL           | 46  | 4                | 1                | 5                | 56               | 4                | 0 | 0                    | 0                    | 8                    |                      |                      |
| 2004-2005  | DEG Metro Stars        | DEL           | 42  | 5                | 6                | 11               | 68               | -                | - | -                    | -                    | -                    |                      |                      |
| 2005-2006  | DEG Metro Stars        | DEL           | 48  | 3                | 15               | 18               | 82               | 13               | 3 | 6                    | 9                    | 22                   |                      |                      |
| 2006-2007  | DEG Metro Stars        | DEL           | 44  | 4                | 11               | 15               | 82               | 9                | 2 | 1                    | 3                    | 20                   |                      |                      |
| 2007-2008  | Admirals de Milwaukee  | LAH           | 61  | 7                | 25               | 32               | 47               | -                | - | -                    | -                    | -                    |                      |                      |
| 2008-2009  | Admirals de Milwaukee  | LAH           | 48  | 8                | 26               | 34               | 36               | -                | - | -                    | -                    | -                    |                      |                      |
| 2008-2009  | Predators de Nashville | LNH           | 2   | 0                | 0                | 0                | 0                | -                | - | -                    | -                    | -                    |                      |                      |
| 2009-2010  | Admirals de Milwaukee  | LAH           | 36  | 7                | 23               | 30               | 8                | 7                | 1 | 5                    | 6                    | 2                    |                      |                      |
| 2009-2010  | Predators de Nashville | LNH           | 20  | 0                | 2                | 2                | 4                | -                | - | -                    | -                    | -                    |                      |                      |
| 2010-2011  | Predators de Nashville | LNH           | 31  | 1                | 3                | 4                | 14               | -                | - | -                    | -                    | -                    |                      |                      |
| 2010-2011  | Panthers de la Floride | LNH           | 9   | 0                | 1                | 1                | 0                | -                | - | -                    | -                    | -                    |                      |                      |
| 2011-2012  | Canucks de Vancouver   | LNH           | 12  | 0                | 1                | 1                | 2                | -                | - | -                    | -                    | -                    |                      |                      |
| 2011-2012  | Sabres de Buffalo      | LNH           | 15  | 3                | 5                | 8                | 6                | -                | - | -                    | -                    | -                    |                      |                      |
| 2012-2013  | ERC Ingolstadt         | DEL           | 21  | 2                | 14               | 16               | 8                | -                | - | -                    | -                    | -                    |                      |                      |
| 2012-2013  | Sabres de Buffalo      | LNH           | 17  | 3                | 1                | 4                | 10               | -                | - | -                    | -                    | -                    |                      |                      |
| 2013-2014  | Americans de Rochester | LAH           | 10  | 2                | 5                | 7                | 4                | -                | - | -                    | -                    | -                    |                      |                      |
| 2013-2014  | Sabres de Buffalo      | LNH           | 25  | 0                | 2                | 2                | 8                | -                | - | -                    | -                    | -                    |                      |                      |
| 2014-2015  | Kölner Haie            | DEL           | 44  | 6                | 20               | 26               | 36               | -                | - | -                    | -                    | -                    |                      |                      |
| 2015-2016  | Kölner Haie            | DEL           | 30  | 3                | 13               | 16               | 18               | 15               | 1 | 2                    | 3                    | 6                    |                      |                      |
| 2016-2017  | Kölner Haie            | DEL           | 39  | 2                | 4                | 6                | 12               | 7                | 0 | 0                    | 0                    | 0                    |                      |                      |
| 2017-2018  | Kölner Haie            | DEL           | 32  | 0                | 8                | 8                | 18               | 5                | 0 | 1                    | 1                    | 2                    |                      |                      |
| 2018-2019  | Kölner Haie            | DEL           | 26  | 1                | 9                | 10               | 16               | -                | - | -                    | -                    | -                    |                      |                      |
| Totaux LNH | Totaux LNH             | Totaux LNH    | 131 | 7                | 15               | 22               | 44               | -                | - | -                    | -                    | -                    |                      |                      |